# HIP 13044 b
HIP 13044 b è un ipotetico pianeta extrasolare che orbita attorno alla stella HIP 13044, visibile nella costellazione della Fornace a circa 2000 anni luce dalla Terra. Il pianeta ha la peculiarità di orbitare attorno ad una stella originaria di una galassia differente dalla Via Lattea: si tratterebbe di una galassia nana inglobata dalla nostra circa 6–9 miliardi di anni or sono, i cui resti costituiscono quella che oggi è nota come corrente di Helmi.
La scoperta del pianeta, annunciata il 18 novembre 2010, è stata resa possibile dal metodo della velocità radiale, misurata tramite il telescopio MPG/ESO da 2,2 m situato presso l'Osservatorio di La Silla, in Cile.
Si sarebbe trattato probabilmente di un gigante gassoso con una massa stimata in circa 1,2 volte la massa di Giove. Compie un'orbita completa attorno alla stella in circa 16 giorni terrestri ad una distanza media di 0,11 unità astronomiche (UA).
Dal momento che il pianeta orbita attorno ad una stella vecchia e povera in metalli, la sua scoperta suggerisce la necessità di ripensare alle modalità che conducono alla formazione e alla sopravvivenza dei pianeti extrasolari, dato che si supponeva che non potessero formarsi pianeti attorno a stelle povere di elementi pesanti. L'esistenza stessa del pianeta è una sfida al modello sinora accettato che prevede che un gigante gassoso si formi a partire dall'accrescimento dei gas residui dalla nascita della stella su di un protopianeta roccioso sufficientemente massiccio. La povertà in metalli di stelle come HIP 13044 sembra escludere la formazione preliminare di un protopianeta roccioso di massa sufficiente, il che suggerisce che la formazione del pianeta abbia seguito modalità differenti da quelle attualmente accertate.

## Smentita dell'esistenza del pianeta
Successivi studi a cui sono state applicate correzioni di errori eivelati nello studio che ha portato alla scoperta del pianeta, hanno smentito l'ipotesi della sua esistenza, con nessuna evidenza di pianeti orbitanti attorno alla stella.